# Movimento antiausteridade
O movimento antiausteridade refere-se à mobilização de protestos de rua e campanhas de base, que acontece em vários países, especialmente na Europa, desde o início da Grande Recessão mundial.
As ações antiausteridade são variadas, podendo ser esporádicas e pouco organizadas, ou de longo prazo e rigidamente organizadas. Elas continuam até os dias atuais. O global Movimento Occupy tem sido indiscutivelmente, a representação física mais perceptível, da antiausteridade e sentimento populista.

## Impacto político

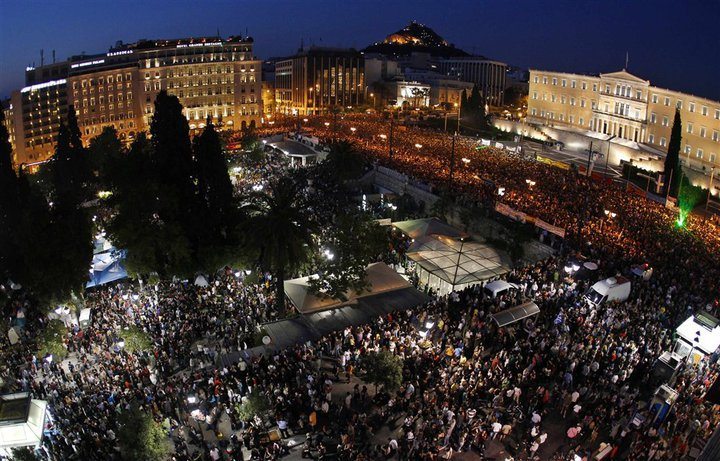
100.000 manifestantes anti-austeridade em frente ao parlamento Helénico em 2011

Durante a crise da dívida na Europa, a resposta do establishment político concentrou-se principalmente na austeridade, com tentativas de reduzir os défices orçamentais e controlar o aumento da dívida. O movimento de antiausteridade respondeu, dando origem a uma onda de partidos políticos antiestablishment. A oposição à austeridade é vista como a força por trás da ascensão do Podemos na Espanha, do Movimento Cinco Estrelas na Itália e do partido Syriza na Grécia.
Antes do referendo de independência escocês em 2014, o Governo escocês comprometeu-se a pôr fim à austeridade numa Escócia independente.
O economista Thomas Piketty saudou a reação política à austeridade, dizendo que o surgimento de partidos antiausteridade é "uma boa notícia para a Europa". Segundo Piketty, os países europeus tentaram livrar-se dos seus défices demasiado depressa, resultando em "os seus cidadãos sofrerem as consequências sob a forma de políticas de austeridade". "É bom reduzir os défices, mas a um ritmo proporcional ao crescimento e à recuperação económica, porque aqui o crescimento morreu".

## Exemplos de movimentos
- O movimento global Occupy. Bandeira ocasionalmente usada em manifestações contra a austeridade no Quebec em 2015 e 2016

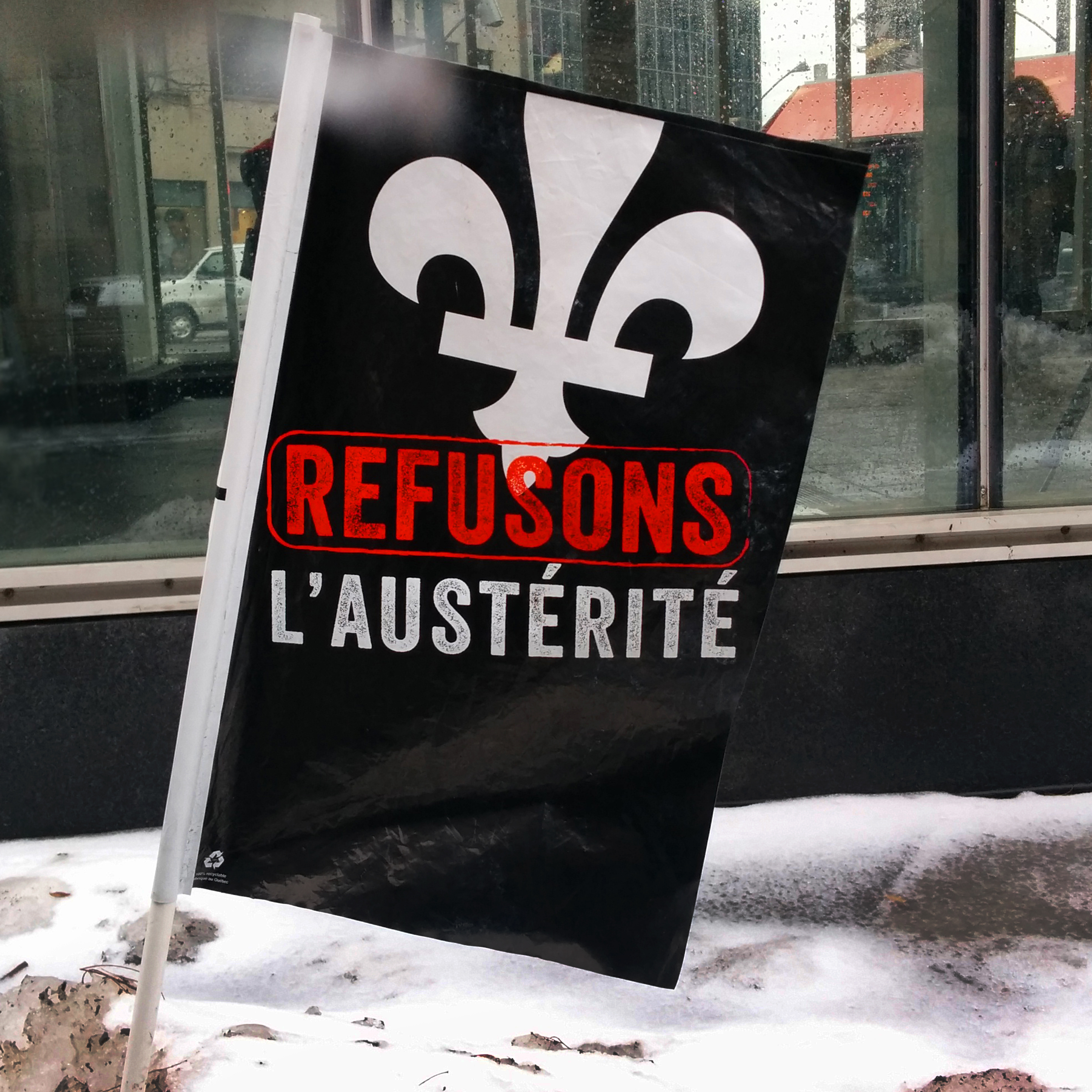
Bandeira ocasionalmente usada em manifestações contra a austeridade no Quebec em 2015 e 2016

- Os protestos de 2011 na Espanha, cujos participantes são, por vezes, referidos como os "indignados", são uma série de manifestações de antiausteridade em curso em Espanha, que se destacaram a partir de 15 de maio de 2011; assim, o movimento também é por vezes referido como o movimento 15 de Maio ou M-15. É uma coleção de várias instâncias diferentes de demonstrações contínuas em todo o país, com uma origem comum nas redes sociais da Internet e na presença na web da Democracia Real Ya, juntamente com 200 outras pequenas associações.[6]
- No final de março de 2011, o Primeiro-Ministro português demitiram-se algumas horas após a última lei de austeridade que apoiou ter sido rejeitada pelo resto do governo. O governo considerou inaceitável essa ronda de austeridade em particular.[7] No seu discurso de demissão, José Sócrates expressou a sua preocupação de que uma ajuda do FMI semelhante à da Grécia e da Irlanda seria agora inevitável.
- Em meados de março de 2011 a Associação Médica Britânica realizou uma reunião de emergência na qual decidiu, em termos gerais, opor-se enfaticamente à legislação pendente no Parlamento Britânico, a Lei de Saúde e Cuidados Sociais, que reformularia o funcionamento do Serviço Nacional de Saúde. A Dra. Layla Jader, uma médica de saúde pública, afirmou: "O NHS precisa de evolução e não de revolução - estas reformas são muito ameaçadoras para o futuro do NHS. Se elas passarem, os nossos filhos olharão para trás e dirão: "Como é que vocês poderiam permitir que isto acontecesse". E o Dr. Barry Miller, um anestesista de Bolton, acrescentou: "O potencial para fazer danos fenomenais é profundo. Não vi quaisquer provas de que estas propostas venham a melhorar os cuidados de saúde a longo prazo".[8] Houve também vários grupos de base de cidadãos britânicos que se opuseram virulentamente à nova lei pendente, incluindo a Direct Action NHS,[9] 38 Degrees,[10] e a trade union Unite.[11]

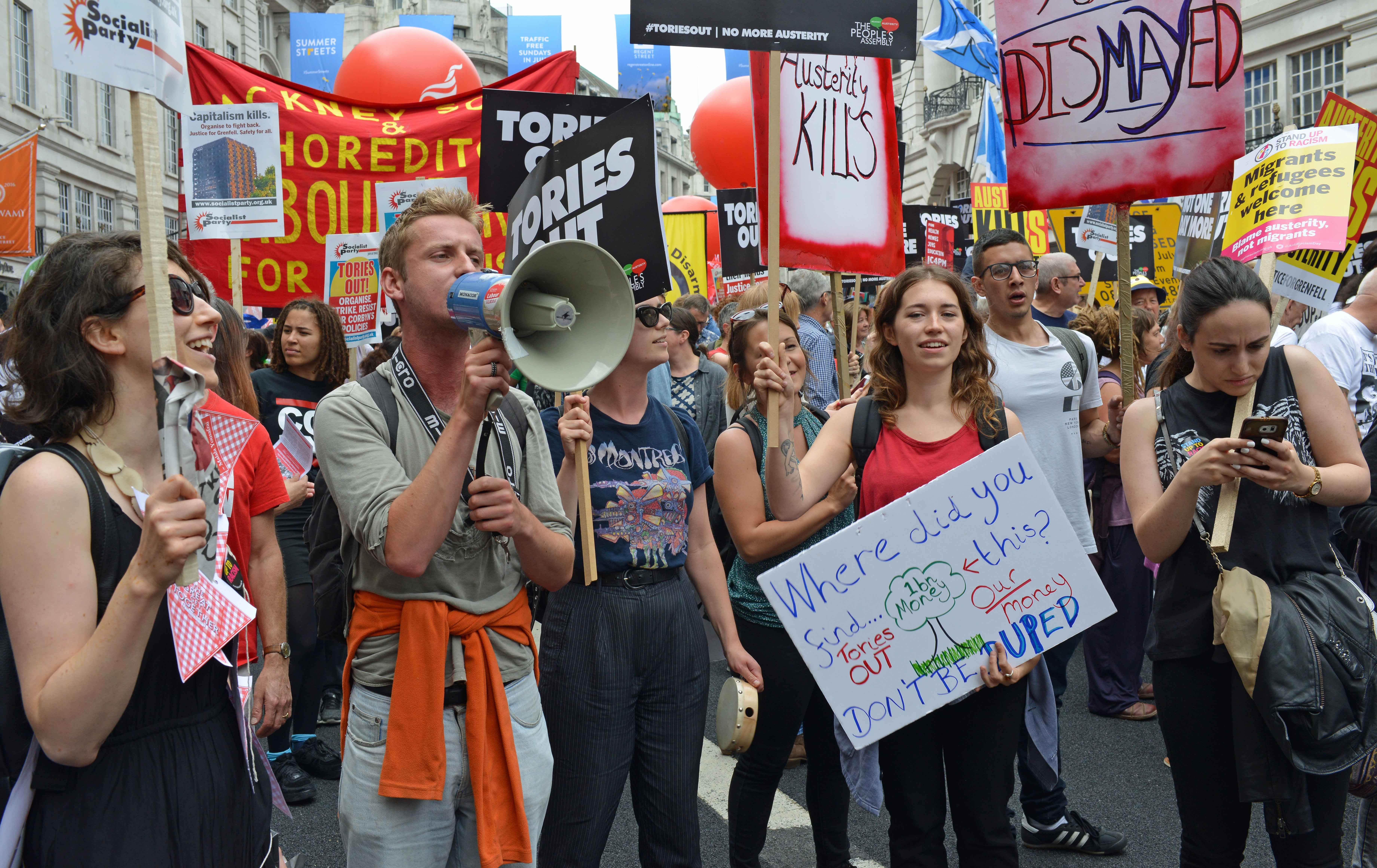
Marcha anti-austeridade em Londres, 2017

## Perspectivas
Alguns economistas, como o economista de Princeton Paul Krugman, Prémio Nobel da Economia, argumentam que as medidas de austeridade tendem a ser contraproducentes quando aplicadas às populações e aos programas a que são normalmente aplicadas. O fato da esfera política ter sido tão fortemente influenciada por um artigo conhecido como "Crescimento num tempo de dívida", baseado numa metodologia falha, levou Krugman a argumentar:
O que o caso Reinhart-Rogoff mostra é até que ponto a austeridade foi vendida sob falsos pretextos. Durante três anos, a volta à austeridade tem sido apresentada não como uma escolha, mas como uma necessidade. A investigação económica, insistiram os defensores da austeridade, mostrou que coisas terríveis acontecem quando a dívida excede os 90 por cento da G.D.P. Mas a "investigação económica" não mostrou tal coisa; um par de economistas fez essa afirmação, enquanto muitos outros discordaram. Os decisores políticos abandonaram os desempregados e voltaram-se para a austeridade porque queriam, e não porque tinham de o fazer.
Em outubro de 2012, o Fundo Monetário Internacional anunciou que as suas previsões para os países que implementaram programas de austeridade têm sido consistentemente demasiado otimistas.